# Xylosma glaucescens
Xylosma glaucescens är en videväxtart som beskrevs av Ignatz Urban. Xylosma glaucescens ingår i släktet Xylosma och familjen videväxter. Inga underarter finns listade i Catalogue of Life.